# Jaén (Gerichtsbezirk)
Der Gerichtsbezirk Jaén ist einer der zehn Gerichtsbezirke in der Provinz Jaén.
Der Bezirk umfasst 23 Gemeinden auf einer Fläche von 2.456,36 km² mit dem Hauptquartier in Jaén.

## Gemeinden
| Gemeinde               | Einwohner (2024) | Fläche km² | Dichte Einw./km² | Cod INE | Postleitzahl  |
| ---------------------- | ---------------- | ---------- | ---------------- | ------- | ------------- |
| Albanchez de Mágina    | 930              | 38,83      | 24               | 23001   | 23538         |
| Bedmar y Garcíez       | 2.571            | 118,80     | 22               | 23902   | 23537 — 23539 |
| Bélmez de la Moraleda  | 1.509            | 49,44      | 31               | 23015   | 23568         |
| Cabra del Santo Cristo | 1.651            | 187,03     | 9                | 23017   | 23550         |
| Cambil                 | 2.632            | 139,89     | 19               | 23018   | 23120         |
| Campillo de Arenas     | 1.703            | 116,72     | 15               | 23019   | 23130         |
| Cárcheles              | 1.293            | 40,50      | 32               | 23901   | 23191, 23192  |
| Cazalilla              | 771              | 46,63      | 17               | 23027   | 23628         |
| Espelúy                | 591              | 25,49      | 23               | 23032   | 23628         |
| Fuerte del Rey         | 1.342            | 35,09      | 38               | 23035   | 23180         |
| La Guardia de Jaén     | 5.218            | 38,43      | 136              | 23038   | 23170         |
| Huelma                 | 5.522            | 250,29     | 22               | 23044   | 23560         |
| Jaén                   | 112.074          | 424,30     | 264              | 23050   | 23001–23009   |
| Jimena                 | 1.234            | 48,04      | 26               | 23052   | 23530         |
| Mancha Real            | 11.385           | 97,70      | 117              | 23058   | 23100         |
| Mengíbar               | 10.011           | 62,34      | 161              | 23061   | 23620         |
| Noalejo                | 1.783            | 49,66      | 36               | 23064   | 23140         |
| Pegalajar              | 2.827            | 79,95      | 35               | 23067   | 23110         |
| Torredelcampo          | 13.944           | 182,08     | 77               | 23086   | 23640         |
| Torres                 | 1.343            | 80,04      | 17               | 23090   | 23540         |
| Valdepeñas de Jaén     | 3.556            | 183,80     | 19               | 23093   | 23150         |
| Los Villares           | 6.079            | 88,63      | 69               | 23099   | 23160         |
| Villatorres            | 4.267            | 72,68      | 59               | 23903   | 23630         |
| Gerichtsbezirk Jaén    | 194.236          | 2.456,36   | 79               | –       | –             |